# Turmalina (kommun i Brasilien, Minas Gerais, lat -17,25, long -42,83)
Turmalina är en kommun i Brasilien.   Den ligger i delstaten Minas Gerais, i den sydöstra delen av landet, 600 km öster om huvudstaden Brasília. Antalet invånare är 18 046.
Följande samhällen finns i Turmalina:
- Turmalina

Omgivningarna runt Turmalina är huvudsakligen savann. Runt Turmalina är det glesbefolkat, med 12 invånare per kvadratkilometer.